# JSA (映画)
『JSA』（ジェイエスエイ、原題：공동경비구역 JSA）は、2000年公開の韓国映画。日本では2001年に公開された。

## 概要
大韓民国国軍（韓国軍）を筆頭とした国連軍と、朝鮮人民軍（北朝鮮軍）の兵士が共同で警備に当たるJSAにおいて、ふとしたきっかけから許されざる友情を育む事になった南北の兵士達の交流と顛末を描いたフィクション映画。
AREA、SECURITY、JOINTの3つのパートに分かれており、時系列順に並べるとSECURITY、AREA、JOINTの順番になる。
韓国では公開当時、ソウルでの入場者記録を塗り替え社会現象となった。韓国全土で583万人、うちソウルで253万人を動員。
第38回大鐘賞で最優秀作品賞・最優秀主演男優賞（ソン・ガンホ）を、第21回青龍賞では最優秀作品賞を受賞した。
2001年、第51回ベルリン国際映画祭のコンペティション部門にノミネートされた。

## ストーリー
1999年10月28日午前2時16分、共同警備区域の北朝鮮側詰所で、北朝鮮軍の将校と兵士が韓国軍兵士により射殺される事件が発生。現場に居合わせた目撃者の韓国軍兵士は「拉致されて脱出した」、北朝鮮軍下士官は「突如攻撃してきた」と、それぞれ正反対の供述を行なう。
中立国監視委員会は事件の真相を解明すべく、南北双方の同意を得て、スイス軍法務科将校ソフィー・チャン少佐（イ・ヨンエ）に調査を依頼。ソフィーは関係者と接触を繰り返しながら事件の真相に迫るが、そこには供述とは全く異なる真実が隠されていた。

## キャスト
| 役名                                 | 俳優           | 日本語吹替                                                                                       | 日本語吹替 | 日本語吹替 |
| 役名                                 | 俳優           | ソフト版                                                                                         | 日本テレビ版 |            |
| ------------------------------------ | -------------- | ------------------------------------------------------------------------------------------------ | --- | ---------- |
| ソフィー・E・チャン （スイス軍少佐） | イ・ヨンエ     | 岡寛恵                                                                                           | 石塚理恵 |            |
| イ・スヒョク （韓国軍兵長）          | イ・ビョンホン | 横堀悦夫                                                                                         | 宮内敦士 |            |
| オ・ギョンピル （朝鮮人民軍中士）    | ソン・ガンホ   | 山路和弘                                                                                         | 古田新太 |            |
| ナム・ソンシク （韓国軍一等兵）      | キム・テウ     | 五十嵐明                                                                                         | 蟹江一平 |            |
| チョン・ウジン （朝鮮人民軍兵士）    | シン・ハギュン | 猪野学                                                                                           | 津田寛治 |            |
| その他                               |                | 大家仁志 佐々木敏 山野井仁 青山穣 石住昭彦 佐々木健 清水明彦 中村千絵 高瀬右光 斉藤瑞樹 河野智之 | 佐藤祐四 佐々木梅治 佐々木勝彦 加藤満 青羽剛 たかお鷹 朴璐美 長克巳 谷昌樹 天田益男 円谷文彦 小久保丈二 田中明生 名取将 鍛冶直人 水島大宙 ウ・ジョンハン 剣持直明 |            |
| 演出                                 |                | 岩見純一                                                                                         | 木村絵理子 |            |
| 翻訳                                 |                | 根本理恵                                                                                         | 根本理恵 |            |
| 台本                                 |                | 税田春介                                                                                         | 税田春介 |            |
| 調整                                 |                | 菊池悟史                                                                                         | 金谷和美 |            |
| 制作                                 |                | ACクリエイト                                                                                     | 東北新社 |            |
| 初回放送                             |                |                                                                                                  | 2003年2月28日 『金曜ロードショー』 |            |

## スタッフ
- 監督：パク・チャヌク
- 脚本：キム・ヒョンソク、イ・ムヨン、チョン・ソンサン、パク・チャヌク
- 製作：シム・チェミョン、イ・ウン
- 撮影：キム・ソンボク
- 編集：キム・サンボム
- 制作：ミョン・フィルム
- 配給：CJエンタテインメント
- 劇中歌：キム・グァンソク（김광석）「二等兵の手紙（이등병의편지）」

## 仕様
- Blu-ray Disc:カラー、スコープサイズ、DOLBY ATMOS(5.1 韓国語)/DOLBY AUDIO(5.0 日本語)

## エピソード
朝鮮人民軍兵士に韓国軍兵士がチョコパイを渡すという有名なシーンは、当初、監督のパク・チャヌクの好きなマットンサン（ko:맛동산、かりんとうに似た揚げ菓子）を使おうとしていた。しかしながら北朝鮮の生活風習を担当していた脱北者のチョン・ソンサンが北朝鮮でのチョコパイの人気を知っていたため強く反対し、替えさせた経緯がある。

## 備考
韓国の退役軍人からは「南北の警備兵が親密になることは実際には考えられず、不適切な描写である」と抗議が寄せられ、現役の兵士も「映画の中の物語。南北の兵士が交流するなんてありえません」と全面否定しているとは言え、大韓航空機爆破事件が起こる前までの時期では、劇中にあったようなパトロール中に出くわしてタバコを交換する、というようなことはあったという噂であり、またフェンス越しに南北の兵士が大声で会話している場面も、外国のジャーナリストに目撃されていた。